# El planeta errante
El planeta errante (título original en inglés: The Wanderer) es una novela de ciencia ficción escrita por Fritz Leiber y publicada por Ballantine Books en 1964. La novela ganó el premio Hugo a la mejor novela en 1965, y fue traducida en más de cinco idiomas.
El libro relata la entrada de un planeta errante en el sistema solar y su posterior choque con la Tierra, así como las reacciones de distintos grupos de personajes y sus intentos por sobrevivir.

## Argumento
La novela está ambientada en un futuro (dos décadas a partir de 1960) en el que Estados Unidos y la Unión Soviética siguen compitiendo por el control del espacio. Ambos han logrado establecer bases operativas en la Luna, mientras que la Unión Soviética fue capaz de enviar la primera expedición a Marte. 
Desde el punto de vista de la mayoría de la población de la Tierra, poco después de un eclipse lunar un planeta cercano a la luna aparece de la nada. Después de dos días el planeta comienza a consumir al satélite, mientras que en la Tierra la gravedad del nuevo astro hace estragos, provocando grandes mareas, erupciones volcánicas y terremotos. Pronto aparecen platillos voladores con la aparente misión de mitigar estos efectos, mientras que en el espacio se ve la batalla entre el nuevo planeta y otro. Como resultado, la Tierra es dejada sin satélite natural. 
Desde este punto la novela sigue la vida de varias personas alrededor del mundo: un hombre intentando cruzar el océano Atlántico por sus propios medios, dos amigos de Inglaterra, tres drogadictos en Nueva York, etcétera. El nuevo planeta es llamado por todos "El Errante". 

## Recepción
P. Schuyler Miller describió al libro como una «muy peculiar» novela de Leiber, diciendo que «la sensación de lo que va a pasar... cuenta más que el argumento», y predijo que The Wanderer acabaría «siendo considerada clásica». Avram Madison lo comparó desfavorablemente con Esposa hechicera.